# 잔인한 사월
《잔인한사월》은 2009년 4월 22일에 발매된 브로콜리너마저의 두 번째 데모 음반이다.

## 개요
- 보컬 계피가 탈퇴[1]한 후 처음 발매되는 음반이다.
- 원래 공연 날짜인 2009년 4월 1일에 발매될 예정이었으나, 장비 문제로 지연되어[2] 같은 달 22일에 발매되었다.
- 홈페이지와 공연장에서만 판매됐으며[3], 2009년 8월에 절판됐다[4].
- 2010년 4월 22일자로 재 발매되었다.

## 수록곡
1. 잔인한 4월
2. 커뮤니케이션의 이해
3. 잔인한 4월 (inst.)

## 참여
- 작사·작곡 - 덕원
- 편곡·제작 - 브로콜리너마저
- 마스터링 - 나잠 수
- 타이포그라피 - 김기조
- 기획 - 스튜디오 브로콜리